# Olive Hazlett
Olive Clio Hazlett (Cincinnati, 27 de outubro de 1890 – 8 de março de 1974) foi uma matemática estadunidense. Passou a maior parte de sua carreira na Universidade de Illinois em Urbana-Champaign.
Foi palestrante do Congresso Internacional de Matemáticos em Toronto (1924) e Bolonha (1928).

## Publicações selecionadas
- Hazlett, Olive (1917). «On the theory of associative divisor algebras». Trans. Amer. Math. Soc. 18 (2): 167–176. MR 1501067. doi:10.1090/s0002-9947-1917-1501067-3
- Hazlett, Olive (1918). «On scalar and vector covariants of linear algebras». Trans. Amer. Math. Soc. 19 (4): 408–420. MR 1501110. doi:10.1090/s0002-9947-1918-1501110-2
- Hazlett, Olive (1920). «A theorem on modular covariants». Trans. Amer. Math. Soc. 21 (2): 247–254. MR 1501143. doi:10.1090/s0002-9947-1920-1501143-5
- Hazlett, Olive (1921). «New proofs of certain finiteness theorems in the theory of modular covariants». Trans. Amer. Math. Soc. 22 (2): 144–157. MR 1501166. doi:10.1090/s0002-9947-1921-1501166-7
- Hazlett, Olive (1922). «A symbolic theory of formal modular covariants». Trans. Amer. Math. Soc. 24 (4): 286–311. MR 1501227. doi:10.1090/s0002-9947-1922-1501227-3
- Hazlett, Olive (1928). «Errata: A symbolic theory of formal modular covariants [Trans. Amer. Math. Soc. 24 (1922), no. 4, 286–311; 1501227]». Trans. Amer. Math. Soc. 30 (4): 855. MR 1500504. doi:10.1090/s0002-9947-1928-1500504-5
- Hazlett, Olive (1929). «Homogeneous polynomials with a multiplication theorem». Trans. Amer. Math. Soc. 31 (2): 223–232. MR 1501478. doi:10.1090/s0002-9947-1929-1501478-4
- Hazlett, Olive (1930). «On division algebras». Trans. Amer. Math. Soc. 32 (4): 912–925. MR 1501571. doi:10.1090/s0002-9947-1930-1501571-4